# Hägerneholm
Hägerneholm är ett område inom stadsdelen Arninge i Täby kommun, Stockholms län. Det är ett stadsbyggnadsprojekt där för närvarande  planläggning för drygt 1000 bostäder i såväl småhus om flerbostadshus pågår. Detaljplanen vann laga kraft våren 2015 , Projektet gränsar till området  Ullna strand.
Planområdet omfattar cirka 36 hektar och man planerar för omkring 1200 bostäder i såväl flerbostadshus (med upp till tio våningar) som i radhus. De första boende flyttade in 2017 och arbetet med att uppföra bebyggelsen beräknas pågå till 2026. Hägerneholmsskolan för elever i årskurserna F-9 invigdes 2019. Den i området nybyggda Hägerneholmsparken innehåller bland annat flera lekplatser, utegym och en multisportplan för olika bollsporter.

## Historik
Området har namn efter Hägerneholms gård. Åren 1945—2010 dominerades området av ett ridsportcenter, som senare flyttade till annan plats inom kommunen för att möjliggöra omvandlingen till bostadsområde.